# Al Jazeera Balkans

Alternatives Logo

Al Jazeera Balkans (AJB) war ein Nachrichtensender des Al Jazeera Netzwerks, der seinen Hauptsitz in Sarajevo hat. Weitere kleinere Studios befanden sich in Belgrad und Zagreb. Der Sender war ein Schwestersender des Nachrichtensenders Al Jazeera und sendete 20 Stunden täglich Programm in bosnischer, serbischer und kroatischer Sprache. In der restlichen Zeit werden Inhalte vom Schwestersender Al Jazeera English übernommen. Das Verbreitungsgebiet erstreckt sich über die Länder Bosnien und Herzegowina, Kroatien, Serbien, Montenegro, Slowenien und Nordmazedonien.
Neben den klassischen Nachrichtensendungen, werden auch Dokumentationen, Talkshows, Börsen-, Sport- und Techniksendungen produziert. Der Sender startete seinen Sendebetrieb am 11. November 2011 und war sowohl via DVB-T, als auch via DVB-S, Kabel und  IPTV zu empfangen. Zudem bietet der Sender einen Livestream auf seiner Webseite an.

## Sendungen
- Vijesti,: Nachrichten, täglich um 12, 14, 15, 16, 18, 20, 22 Uhr und Mitternacht (Blitz-Nachrichten um 13, 17, 19 und 21 Uhr)
- Kontekst,: Kontext, Talkshow, täglich um 21:30 Uhr
- Al Jazeera Business,: Wirtschaftsnachrichten, Samstags um 21:30 Uhr
- Al Jazeera Svijet,: Al Jazeera Weltreporter, Reportagemagazin, Sonntags um 21:30 Uhr
- Sportski magazin,: Sportmagazin, Montags um 19:05 Uhr
- Recite Al Jazeeri: Sprich mit Al Jazeera, interaktive Talkshow